# Svatá Lucie na Letních olympijských hrách 2024
Svatá Lucie na Letních olympijských hrách 2024 získala svoji historicky první medaili, získala ji atletka Julien Alfredová v běhu na 100 metrů, následně získala stříbro v běhu na 200 metrů. Zemi zastupovali 4 sportovci ve 3 sportech.

## Výsledky

### Atletika
| Sportovec        | Disciplína | Rozběh | Rozběh | Opravy | Opravy | Semifinále  | Semifinále  | Finále      | Finále           |
| Sportovec        | Disciplína | Čas    | Pořadí | Čas    | Pořadí | Čas         | Pořadí      | Čas         | Pořadí           |
| ---------------- | ---------- | ------ | ------ | ------ | ------ | ----------- | ----------- | ----------- | ---------------- |
| Michael Joseph   | 400 m mužů | 45,69  | 8. R   | 45,64  | 4.     | Nepostoupil | Nepostoupil | Nepostoupil | Nepostoupil      |
| Julien Alfredová | 100 m žen  | 10,95  | 5. Q   | —      | —      | 10,84       | 1. Q        | 10,72 NR    | Zlatá medaile    |
| Julien Alfredová | 200 m žen  | 22,41  | 1. Q   | —      | —      | 21,98       | 2. Q        | 22,08       | Stříbrná medaile |

### Jachting
| Sportovec    | Disciplína | Závod | Závod | Závod | Závod | Závod | Závod | Závod | Závod | Závod   | Závod   | Závod | Závod | Závod | Závod | Závod | Závod | Čisté body | Konečné pořadí |
| Sportovec    | Disciplína | 1     | 2     | 3     | 4     | 5     | 6     | 7     | 8     | 9       | 10      | 11    | 12    | 13    | 14    | 15    | M*    | Čisté body | Konečné pořadí |
| ------------ | ---------- | ----- | ----- | ----- | ----- | ----- | ----- | ----- | ----- | ------- | ------- | ----- | ----- | ----- | ----- | ----- | ----- | ---------- | -------------- |
| Luc Chevrier | ILCA 7     | 24    | 36    | 19    | 25    | 11    | 28    | 27    | 29    | Zrušeno | Zrušeno | —     | —     | —     | —     | —     | EL    | 163        | 29.            |

### Plavání
| Sportovec          | Disciplína          | Rozplavba | Rozplavba | Semifinále  | Semifinále  | Finále      | Finále      |
| Sportovec          | Disciplína          | Čas       | Pořadí    | Čas         | Pořadí      | Čas         | Pořadí      |
| ------------------ | ------------------- | --------- | --------- | ----------- | ----------- | ----------- | ----------- |
| Jayhan Odlum-Smith | 100 m volným stylem | 50,39     | =44.      | Nepostoupil | Nepostoupil | Nepostoupil | Nepostoupil |